# Kristen Bone
Kristen Bone est une actrice américaine.

## Filmographie
- 1995 : Butterbox Babies : Ruth (Age 5 / 6)
- 1996 : L5: First City in Space : Chieko's Friend
- 1996 : Au revoir à jamais (The Long Kiss Goodnight) de Renny Harlin : Girl #1
- 1997 : Franklin (série télévisée) : Snail
- 1997 : Inondations: Un fleuve en colère (Flood: A River's Rampage) (TV) : Allie Dellenbach
- 1998 : Escape: Human Cargo (TV) : Marilyn
- 1998 : Rolie Polie Olie (série télévisée) : Zowie (voix)
- 1999 : Babar, roi des éléphants (Babar: King of the Elephants) : Flora (voix)
- 2000 : Maggie and the Ferocious Beast (série télévisée) : Maggie (voix)
- 2002 : Gilda Radner: It's Always Something (TV) : Young Gilda
- 2002 : Rolie Polie Olie: The Great Defender of Fun (vidéo) : Zowie (voix)
- 2003 : Rolie Polie Olie: The Baby Bot Chase (vidéo) : Zowie
- 2003 : Back to School with Franklin (vidéo) : Snail (voix)
- 2004 : Lolita malgré moi (Mean Girls) : Short Girl